# Alfredo Pastor

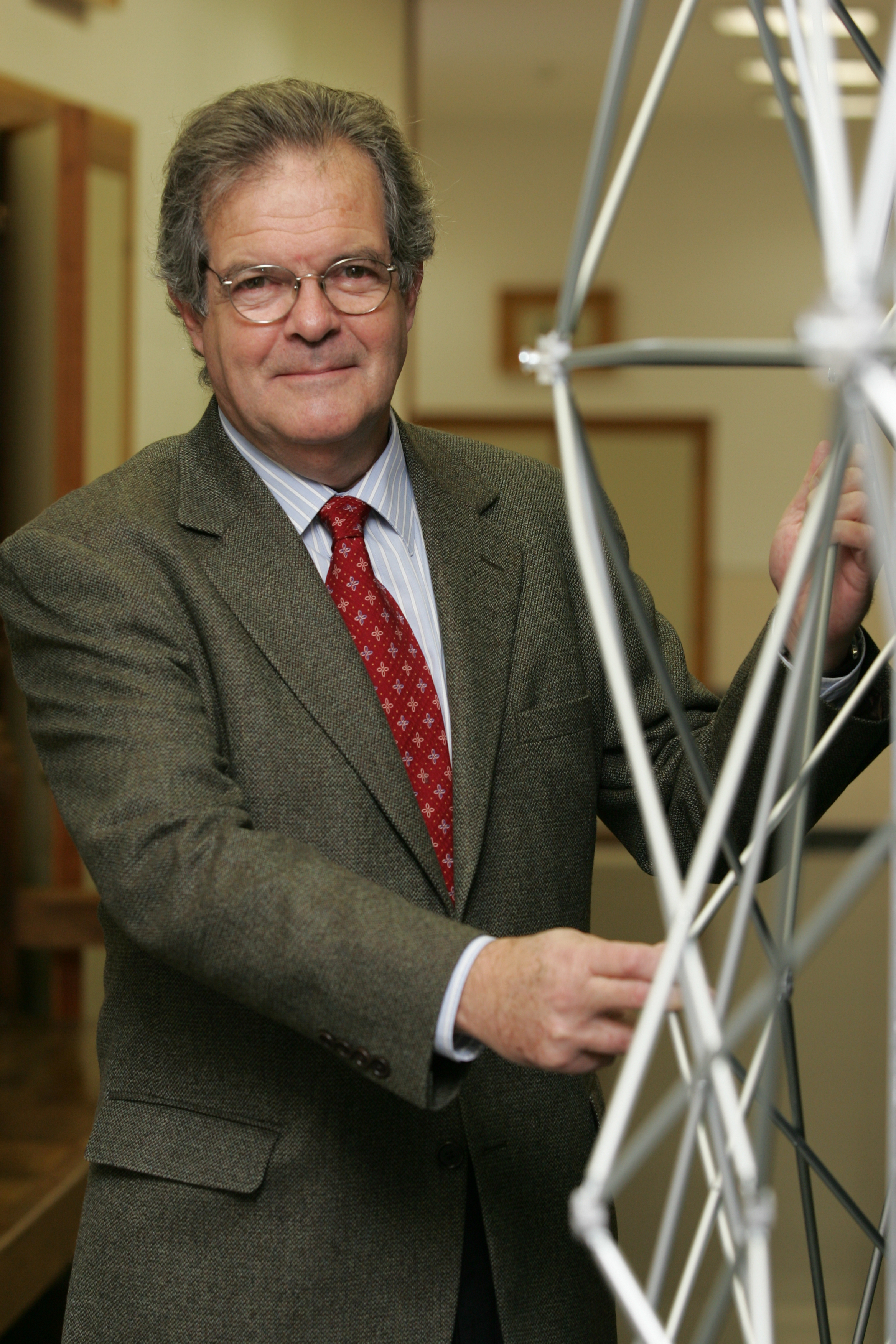
Alfredo Pastor

Alfredo Pastor, auf Katalanisch Alfred Pastor, (* 30. September 1944 in La Seu d’Urgell) ist ein spanischer Wirtschaftswissenschaftler.

## Leben
Alfredo Pastor studierte 1968 Wirtschaftswissenschaften an der Universität Barcelona. Er wurde 1972 an der Massachusetts Institute of Technology (MIT) (Ph.D. in Economics) und 1973 an der Universitat Autònoma de Barcelona (UAB) (Doctor en Ciencias Económicas) promoviert.
Er war Direktor des Instituto de la Empresa Familiar und Vorstandsmitglied der Banco de Espana und Ökonom für die Weltbank. Von 1985 bis 1990 war er Präsident und CEO von Empresa Nacional del Hidroelectrica Ribagorzana (ENHER). Von 1993 bis 1995 war Pastor Staatssekretär für Wirtschaft im spanischen Finanzministerium.
Alfredo Pastor ist Professor für Wirtschaft und Inhaber der Banco Sabadell Lehrstuhl für Emerging Markets an der IESE Business School der Universität Navarra. Er ist ehemaliger Dekan und Vizepräsident an der China Europe International Business School (CEIBS). Er ist Mitglied des Boards von Miguel y Costas, Sol Melia und Scania Hispania. Er war Vorsitzender des Scania Hispania 1997 bis 2001. Seit 1989 ist er Vorstandsmitglied von Circulo de Economia.
Die Hauptforschungs- und Lehrgebiete von Pastor sind die Europäische Union, die Wirtschaftspolitik Spaniens und Chinas und die Rolle des Staates in der Marktwirtschaft. Er ist Mitglied des Editorial Boards von Moneday Credito und der Recoletos Publishing Group.
2004 wurde er mit dem Großkreuz des spanischen Orden del Mérito Civil geehrt. Er ist Mitglied der Centesimus Annus Pro Pontifice (CAPP).